# هگل جوان
هگل جوان (به آلمانی: Der junge Hegel. Über die Beziehung von Dialektik und Ökonomie) یکی از آثار مهم و مشهور گئورگ لوکاچ است که در آن وی با تفسیرهایی از هگل که بر پیوند او با رمانتیسم تأکید می‌کنند یا قرائتی عقل‌ستیزانه از دیدگاه‌های او به دست می‌دهند به مخالفت برمی‌خیزد و دیدگاهی متفاوت دربارهٔ تحول فلسفهٔ کلاسیک آلمان ارائه می‌کند. او در این کتاب می‌کوشد زندگی‌نامهٔ فکری متفاوتی از هگل تدوین کند، که از بررسی مواضع اولیهٔ او در قبال دین و مسیحیت و فرهنگ یونان و روم آغازیده و سپس نشان می‌دهد که در عین برجستگی عناصر ایدالیستی در فلسفهٔ آغازین هگل، او بررسی مسایل اقتصادی را نیز به طور جدی در دستور کار خود می‌گذارد، به مسایل مشخص روزگار خود توجه می‌کند، و به سوی پرورش روش دیالکتیک گام برمی‌دارد. در بخش‌های سپسین، به برخورد هگل با اخلاقیات کانت، دفاع او از ایدآلیسم عینی و نقد ایدآلیسم ذهنی، و رابطهٔ او با فیشته، شلینگ، و گسست او از شلینگ پرداخته شده و در پایان ساختار کلی کتاب پدیدارشناسی روح بررسی شده‌است.

## فهرست
مقدمه
- الف: روح ذهنی
- ب: روح عینی
- ج: روح مطلق

بخش ۱
- دوران جمهوری‌خواهی آغازین هگل (برن ۱۷۹۶ — ۱۷۹۳)
  - فصل یک: دورهٔ «خداشناسی» هگل: افسانه‌ای واپسگرایانه
  - فصل دو: معنی «ایجابیت» در آثار آغازین هگل چیست؟
  - فصل سه: چشم‌اندازهای تاریخی و وضع موجود
  - فصل چهار: جمهوری‌های یونان و روم
  - فصل پنج: مسیحیت: استبداد و بنده‌سازی انسان
  - فصل شش: جایگاه «ایجابیت» در تحول اندیشهٔ هگل

بخش ۲
- بحران در دیدگاه‌های هگل دربارهٔ جامعه و نخستین جوانه‌های روش دیالکتیکی او (فرانکفورت ۱۸۰۰ — ۱۷۹۷)
  - فصل یک: شرح کلی دورهٔ فرانکفورت
  - فصل دو: کهنه و نو در سال‌های نخست فرانکفورت
  - فصل سه: پاره‌هایی از دو جزوه دربارهٔ مسائل جاری آلمان
  - فصل چهار: برخوردی انتقادی با اخلاقیات کانت
  - فصل پنج: نخستین بررسی‌های اقتصادی
  - فصل شش: روح مسیحیت و سرنوشت آن
  - فصل هفت: پاره‌ای از یک دستگاه فلسفی فرانکفورت
  - فصل هشت: بازنگری در فرمول‌بندی مسئله «ایجابیت»

بخش ۳
- عقل و دفاع از ایده‌آلیسم عینی (ینا ۱۸۰۳ — ۱۸۰۱)
  - فصل یک: نقش هگل در گسست شلینگ از فیشته
  - فصل دو: نقد ایده‌آلیسم ذهنی
  - فصل سه: بر ضد ایده‌آلیسم انتزاعی در اخلاقیات
  - فصل چهار: دیدگاه هگل دربارهٔ تاریخ در سال‌های نخست ینا
  - فصل پنج: اقتصادی هگل در دورهٔ ینا
  - فصل شش: کار و مسئلهٔ غائیت
  - فصل هفت: محدودیت‌های اندیشهٔ اقتصادی هگل
  - فصل هشت: «تراژدی در قلمرو زندگی اخلاقی»

بخش ۴
- جدایی از شلینگ و پیدایش پدیدارشناسی روح (ینا ۱۸۰۷ — ۱۸۰۳)
  - فصل یک: دوری فزایندهٔ شلینگ و هگل از یک‌دیگر و جدایی نهایی آنان
  - فصل دو: دیدگاه‌های سیاسی هگل و روی‌کرد او به تاریخ در دورهٔ پدیدارشناسی روح
  - فصل سه: نگاهی کوتاه به ساختار پدیدارشناسی روح
  - فصل چهارم: Entäusserung (خارجیت‌یابی)، مفهوم فلسفی اصلی پدیدارشناسی روح